# Approaching Normal
«Approaching Normal» — пятый студийный альбом Blue October. Релиз состоялся 24 марта 2009 года.

## Об альбоме
Джастин Фёрстенфелд объявил название альбома и примерный трек-лист на официальном форуме 31 января 2008 года. Подготовка к записи началась в начале 2008 года, демо были записаны в «5am Studio» в Остине, штат Техас и «Sony Recording Studios» в Токио, Япония. Сессии записи для альбома начались 18 августа 2008 года и были завершены 24 октября того же года в «Pedernales Studios» в окрестностях Остина. Продюсером выступал обладатель премии Грэмми Стив Лиллиуайт. Окончательно работа над альбомом была завершена 8 января 2009 года.
Список песен состоит из нескольких новых композиций, а также некоторых песен, которые Blue October и 5591 исполняли ранее на концертах. Например, концертная версия Weight of the World была включена в альбом Argue with a Tree.... Песня Say It была впервые исполнена 27 апреля 2008 года на «Edgefest». В тот день Стив Лиллиуайт впервые увидел выступление Blue October, а песня Say It побудила его стать продюсером следующего альбома группы. Во время выступлений 4 и 5 июля 2008 года Джастин Фёрстенфелд сказал, что Say It и Weight of the World появятся на новом альбоме. 23 июля во время веб-чата с поклонниками, Джастин сообщил, что на альбоме также появится песня Dirt Room, одна из новых песен и одна из любимых композиций самого музыканта. Она была впервые исполнена в декабре 2008 года, и через некоторое время стала первым синглом с альбома. Цифровой релиз состоялся 23 декабря 2008 года. Кроме того, две песни Blue Skies и My Never впервые были исполнены во время концертов в поддержку выхода книги Рассвет писательницы Стефани Майер. 7 января 2009 года группа выпустила песню Graceful Dancing в качестве подарка подписчикам новостей с официального сайта. Песня Kangaroo Cry была выпущена 10 февраля 2009 года в саундтреке к сериалу NCIS. Остальные песни были представлены во время концертов незадолго до выхода альбома.
Предзаказ альбома стартовал 3 марта. Вскоре после релиза, альбом дебютировал в чарте Billboard на 13 строчке.
Альбом был выпущен в двух версиях: с полной версией текстов и с цензурной. В каждую версию включались различные бонус-треки. Одновременно с альбомом вышла книга Джастина Фёрстенфелда «Crazy Making», содержащая тексты всех песен Blue October, а также истории их создания.
Вторым синглом с альбома стала песня Say It, которая вышла 24 апреля 2009 года.
16 декабря состоялась премьера видео на песню Jump Rope.
Ещё одним синглом стала песня Should Be Loved. На неё было снято два видео. Первое появилось в середине апреля на официальном сайте группы. Оно представляет собой нарезку видео о жизни группы во время концертного тура. Второе появилось спустя почти год и является нарезкой фрагментов выступлений группы .

## Список композиций
| №   | Название                | Автор                                                                                   | Длительность |
| --- | ----------------------- | --------------------------------------------------------------------------------------- | ------------ |
| 1.  | «Weight of the World»   | Джастин Фёрстенфелд                                                                     | 4:05         |
| 2.  | «Say It»                | Джастин Фёрстенфелд                                                                     | 3:38         |
| 3.  | «Dirt Room»             | Джастин Фёрстенфелд, Си Би Хадсон*, Джереми Фёрстенфелд* Райан Делахуси*, Мэтт Новески* | 3:25         |
| 4.  | «Been Down»             | Джастин Фёрстенфелд                                                                     | 4:19         |
| 5.  | «My Never»              | Джастин Фёрстенфелд                                                                     | 3:47         |
| 6.  | «Should Be Loved»       | Джастин Фёрстенфелд                                                                     | 4:02         |
| 7.  | «Kangaroo Cry»          | Джастин Фёрстенфелд, Джереми Фёрстенфелд*                                               | 4:53         |
| 8.  | «Picking Up The Pieces» | Джастин Фёрстенфелд                                                                     | 4:22         |
| 9.  | «Jump Rope»             | Джастин Фёрстенфелд                                                                     | 3:22         |
| 10. | «Blue Skies»            | Джастин Фёрстенфелд                                                                     | 3:44         |
| 11. | «Blue Does»             | Джастин Фёрстенфелд                                                                     | 3:27         |

| №   | Название  | Автор                                | Длительность |
| --- | --------- | ------------------------------------ | ------------ |
| 12. | «The End» | Джастин Фёрстенфелд, Патрик Леонард* | 5:00         |

| №   | Название           | Автор               | Длительность |
| --- | ------------------ | ------------------- | ------------ |
| 12. | «Graceful Dancing» | Джастин Фёрстенфелд | 4:53         |

| №   | Название             | Автор               | Длительность |
| --- | -------------------- | ------------------- | ------------ |
| 12. | «78Triple6»          | Джастин Фёрстенфелд | 3:40         |
| 13. | «Voice of a Friend»  | Джастин Фёрстенфелд | 4:01         |
| 14. | «No One's Listening» | Джастин Фёрстенфелд | 4:20         |
| 15. | «Graceful Dancing»   | Джастин Фёрстенфелд | 4:53         |

| №   | Название           | Автор               | Длительность |
| --- | ------------------ | ------------------- | ------------ |
| 12. | «Hate Me»          | Джастин Фёрстенфелд | 6:20         |
| 13. | «Into the Ocean»   | Джастин Фёрстенфелд | 3:59         |
| 14. | «Graceful Dancing» | Джастин Фёрстенфелд | 4:53         |

## Песни, не вошедшие в окончательный трек-лист
Во время студийных сессий были записаны демоверсии следующих песен, которые не были включены в окончательный список:
1. Worry List
2. Murdered A Friend
3. Who Am I
4. Sleep
5. The Wedding Suit
6. It’s Just Me (тяжелая версия)
7. Story of an Artist (кавер на песню исполнителя Daniel Johnston)
8. I’m Nervous (кавер на песню исполнителя Daniel Johnston)
9. The Fern
10. Spotlight

## Над альбомом работали
Blue October:
- Джастин Фёрстенфелд — стихи, вокал, гитара, арт-директор
- Райан Делахуси — скрипка, мандолина, клавишные, бэк-вокал
- Джереми Фёрстенфелд  — барабаны, перкуссия
- Си Би Хадсон — гитара, бэк-вокал
- Мэтт Новески — бас-гитара, акустическая гитара, бэк-вокал

Продакшн:
- Стив Лиллиуайт — продюсер, сведение
- СиДжей Эйриксон — инженеринг, сведение
- Гэвин Ларссен — мастеринг
- Сильвия Рон — исполнительный продюсер
- Чепмен Бёлер — фотография
- Джо Спикс — дизайн, арт-директор
- Пол Нюджент — менеджер, ответственный за работу с A&R (представитель Brando Records)
- Элизабет Вэго — координатор A&R (представитель Universal Motown)
- Мишешь Голдберг — администратор A&R (представитель Universal Motown)
- Майк Свинфорд — менеджер
- Рэнди Миллер — менеджер (представитель Rainmaker Artists)
- Кевин Дэли — агент по бронированию